# 外傭居港權爭議
外傭居港權爭議指在香港連續工作滿七年（假設忽略政府規定每次合約完結後需離開香港的短暫期間）的外籍家庭傭工，是否可以根據《香港特別行政區基本法》第24條而擁有資格申請成為香港永久性居民的爭議。
2011年的外傭居港權司法覆核案引起香港社會廣泛關注，因為如果外傭一方勝訴並成為案例，有可能引致數以十萬計的外傭及其家人取得永久居港權，動搖香港當前的外傭政策，甚至改變香港的人口結構。如果特區政府最終敗訴後不採取「截龍」措施限制外傭連續工作年期，符合資格取得居港權的外傭人數將會不斷增加。
2013年3月25日，香港終審法院在外傭居港權案的主要訴訟「Vallejos訴人事登記處處長」判決政府勝訴。

## 背景
香港的外傭絕大多數來自印度尼西亞及菲律賓。在2010年3月31日，在香港工作的外傭合計有273,609人。
2010年12月，3名外傭經法律援助署聘任彭思帝理律師行為代表，以香港資深大律師李志喜為首，協助3個菲律賓外傭及家庭入稟香港高等法院申請司法覆核，要求推翻香港法例第115章《入境條例》對於在香港連續工作滿7年的外籍家庭傭工不能因此成為香港永久性居民的限制，認為該條文抵觸《基本法》第24條列出的香港特別行政區永久性居民定義之一的「在香港特別行政區成立以前或以後持有效旅行證件進入香港、在香港通常居住連續七年以上並以香港為永久居住地的非中國籍的人」條文。其中一宗案件於2011年8月22日開審。有報道指特區政府內部在開審前已估計政府有8成機會敗訴。
根據《入境條例》第2條(4)(a)，在任何期間內，非法入境者、違反任何逗留條件者、難民、被羈留者、政府輸入僱員計劃下受僱為外來的合約工人、受僱為外來家庭傭工、領館人員、香港駐軍及以訂明的中央人民政府旅行證件持有人身分而留在香港者，不得被視為通常居於香港。
來香港打工的外傭早在辦理傭工簽證時已作出「無意不返回原居地」及「合約完結後離開香港」的承諾。在香港入境事務處的「從外國受聘來港家庭傭工簽證／延長逗留期限申請表格」上，傭工本人須向香港特別行政區政府承諾「本人並無任何原因不能返回原居地，而本人亦無意於完成或終止上述僱傭合約後不返回原居地」及「本人將於完成僱傭合約或終止僱傭合約後的兩星期內離開香港」。

## 案件原告
首宗訴訟的原告Evangeline Banao Vallejos在1986年來香港當家庭傭工，2010年申請法律援助提出司法覆核。有報道指如果她成功取得居港權，就可以申請她的丈夫、5個子女及9個孫兒共15人來香港定居。

## 各界反應
由於被法律援助署委派的李志喜是公民黨憲制及管治支部副主席，加上案件使人聯想起先前有公民黨成員參與的港珠澳大橋司法覆核案，引起一些輿論批評公民黨「禍港」。此外，代表入稟人的律師之一帝理邁（Mark Daly）是四十五條關注組成員，有周刊指他也曾經是公民黨黨員。香港《文匯報》有評論指「公民黨操弄外傭居港權的行徑已經激發眾怒」，又指公民黨欲借此開拓外傭票源。
公民黨反對把「外傭爭取居港權」事件中的基本法條文爭議提請全國人民代表大會常務委員會解釋，認為應尊重香港法院的判決。截至2011年10月，公民黨未有明確表示該黨在政策上是否支持外傭應享有居港權。
立法會議員謝偉俊反對外傭居港權，並在社交網站Facebook建立「反對外傭永久居留權關注社群」專頁。
有報道指特區政府估計如果政府敗訴，會有10萬外傭符合成為香港永久性居民的資格，加上子女，合計有40萬人符合申請居留權的資格，另外政府估計當中約有20萬人會領取綜援。
公民黨立法會議員余若薇認為「估計約數十萬外傭湧港」是誇大的說法，容易使香港市民恐慌。民主建港協進聯盟副主席張國鈞不點名地批評公民黨企圖淡化外傭居港權案的影響。余若薇在2011年11月的一個論壇上表示「本港人口老化，外傭若取得居港權，只會利多於弊」。
自由黨2011年8月初的一個民意調查顯示有八成五的受訪者反對外傭爭取居港權，支持的不足一成，同時有超過五成受訪者認為公民黨需要為事件負上責任。新民黨認為政府應尋求「人大釋法」。
2011年8月5日《新報》有文章認為如果在以華人為主的香港「突然多出接近一成的東南亞人口」成為居民，加上他們的人口增長率會遠高於本地人，以及生產力的差異，最終會引致香港「出現種族衝突、甚至成為種族仇殺頻生的城市」。文章又指如果外傭取得居港權，公民黨可以得到數十萬的外傭鐵票，而且這些外傭將會抗拒「中港融合」，堅定反對中國，「是公民黨的同路人」。
香港大學的梁祖彬教授認為潛在的種族緊張及融入主流社會問題不容忽視，例如香港的教育系統如何向這些新居民提供中文教學。香港科技大學的雷鼎鳴教授認為如果外傭被保證有永久居港權，來香港當傭工就會變得搶手，受惠的不是香港家庭，而是菲律賓的腐敗官員。
另一方面，時事評論員吳志森質疑政府估計的可信度（1999年政府聲稱終審法院判決會令167萬人有權來港，同樣被質疑為誇大）；而且外傭縱使上訴得直，也只是贏得申請權而非必定獲得永久居留權。由於外傭在港大多只是寄居僱主家中，而且收入大多會匯返原居國，與《入境條例》對永久居民申請人要求的條件不符，所以說大部分外傭及其家人都會變成香港人並不合理。而其他外籍人士在港工作都可以申請永久居留權，只有外籍家庭傭工連申請權也沒有是不公道。公民黨立法會議員梁家傑亦認為「只有極少數外傭」可以符合《入境條例》內「以香港為永久居住地」的四個條件而取得永久居港權，不過曾任入境處處長及保安局局長的新民黨主席葉劉淑儀不同意梁的說法，認為梁「不了解入境處如何執行這個條例」，她指出「事實上執行好寬鬆，法庭也有好多判例」。
民主建港協進聯盟在2011年8月7日請願，「強烈要求政府盡快就外傭爭取居港權事件制訂應變方案」，擔心若外傭一方勝訴，現有及將來在香港工作滿7年的外傭以及他們的直系親屬可能取得永久居港權，將會「對香港社會造成沉重的額外負擔」。
2011年8月7日，香港兩個街頭簽名活動在數個小時內已收集了2萬個市民簽名，反對外傭爭取居港權。另外，三十多名外傭示威，抗議政府歧視外傭。亞洲移居人士聯盟表示，外傭應該與其他工種人士一樣，享有申請居留權的資格。
外傭組織「亞洲外傭協調機構」發出有關合資格外籍家務傭工在港居留權聲明：「譴責種族歧視　堅持外傭權利」，認為爭取居留權的行動本身，就是對歧視和社會排斥的反抗。
香港家庭傭工僱主協會指該會接觸的數百名外傭僱主中，約有7成表示他們的外傭「非常希望在香港定居」。
2011年8月21日，數百人參加由網民團體「愛護香港力量」發起的遊行，反對外傭爭取居港權，抗議公民黨「禍港」。
2011年8月11日至9月9日間，民建聯在香港18區街上共收集了超過9萬個簽名，其中超過99%反對外傭居港權，支持的不足1%。
外傭一方在司法覆核初步勝訴後，香港《太陽報》有評論擔心外傭取得居港權後，可以用「家庭團聚」為理由申請家人來香港定居，而且香港本地人生育率比外傭低，例如菲律賓人平均每對夫婦生育三個子女，最終「外傭就可能由本港的少數族裔變成多數族裔，而目前佔主體的漢人將淪為少數族裔」，香港就很可能會變成一個菲律賓人的特區。
施永青在免費報章《AM730》撰文指出：「外傭的家人現在雖在原居地，但她們很快就可以申請配偶、子女、或年長的父母來港。當她們的父母有居港權之後，又可以申請他們的其他子女來港。而這些子女也會有配偶，發展下去，香港很難承擔得起。」
有4萬多會員的汽車交通運輸業總工會反對外傭居港權。該會一直不滿意政府當局批准一些外傭在香港可擔任家庭司機的政策，擔心外傭一旦享有居港權後，引發的家庭團聚申請帶來大量外傭男性家人移居香港，搶走本地人司機的職位。

### 其他泛民主派的立場
人民力量認為《入境條例》歧視外傭，是「罔顧社會公義」，並堅決反對特區政府提請全國人大常委會釋法，認為親建制政黨誇大外傭享有居港權的後果及「煽動排外情緒」，指民建聯、自由黨、新民黨「誤導市民，製造恐慌」。社會民主連線、香港職工會聯盟、公民起動及民間人權陣線支持外傭爭取居港權。社會民主連線更於2011年8月在報章刊登全版廣告，支持外傭爭取居港權。
張超雄批評反對外傭居港權的香港人是「赤裸裸的歧視」外傭，反抗情緒是「歇斯底里」。
香港民主民生協進會立法會議員馮檢基不贊成外傭享有居港權，雖然他認為人大釋法可以解決問題，但他表示這不意味他支持人大釋法。
民主黨在2011年10月表態反對外傭享有居港權，但是亦反對以人大釋法解決問題，認為這會嚴重損害香港法治。個別民主黨成員支持外傭爭取居港權或爭取申請權。
公民黨因黨員李志喜為外傭打官司而備受批評，同時支持度亦大跌。及後梁家傑解釋法律界有所謂的「驛站原則(cab-rank rule)」，像的士司機不能拒載一樣，行規是大律師不能隨便拒絕接案，否則一些特殊求助人將無法得到應有的法律支援。梁指出，外傭居港權案中有一些法律觀點需要釐清，這樣才對香港人及其他持份者公平，而全港擅長相關案件的大律師只有幾人，其中一位是公民黨的李志喜。梁的講法與前大律師公會主席林孟達的講法吻合。林在2012年法律年度開啟典禮致辭時指出，部份法律界人士因為幫助一些不受歡迎的當事人而受到批評，甚至謾罵。林斥這些指控完全是毫無理據，亦顯示批評者對大律師的義務和「驛站原則」等傳統一無所知。

### 傭工原居地政府的立場
菲律賓容許國民持雙重國籍，亦容許國民放棄菲律賓國籍後再申請恢復。香港高等法院在2011年9月30日作出有利外傭一方的判決後，菲律賓副總統傑約馬爾·比奈表示歡迎香港法院的裁決。

## 最低工資條例疑慮
有外傭僱主擔心，如果外傭取得居港權，會得到與本地人相同的法定最低工資保障，薪金會大升，僱主為了減少負擔，就會被迫解僱有居港權的外傭。不過《最低工資條例》（香港法例第608章）第7條已列明該條例不適用於免費居於工作住所的家庭傭工。可是外傭組織「亞洲外傭協調機構」已決定提出司法覆核，爭取外傭也可享有每小時28港元（2011年）的最低工資。

## 高等法院原訟庭判決
2011年9月30日，香港高等法院就上述首宗司法覆核宣判，法官林文瀚裁定《入境條例》限制外傭申請居港權的條文違反《基本法》。
案件宣判後，民建聯、自由黨、香港工會聯合會、工商專業聯盟表示對判決失望，民主黨及民協亦表明反對外傭享有居港權及支持政府上訴。新民黨主席葉劉淑儀建議政府提請人大釋法。香港職工會聯盟及香港人權監察則歡迎法庭裁決。
自由黨主席劉健儀認為公民黨對事件「難辭其咎」，批評公民黨「淡化事件嚴重性，繼續誤導市民」。公民黨黨魁梁家傑承認外傭居港權案導致公民黨面對極大民憤。
2011年10月2日，超過1000人參加由民建聯發起的「反對外傭享有居港權」遊行。10月9日，超過2000人參加由「愛護香港力量」發起的「全港市民聲討公民黨大遊行」，反對外傭居港權，主辦者稱有1萬人參加。
2011年10月4日，特區政府對於首宗司法覆核的初審判決提出上訴。
2011年10月11日，公民黨立法會議員吳靄儀在《明報》發表文章，反對以人大釋法解決外傭居港權問題。
自由黨在2011年10月再發表另一次在10月6日至9日進行的民意調查結果，指有86.3%受訪者不贊成外傭有資格申請居港權，72.5%認為外傭取得居港權會為香港帶來沉重社會負擔，有70.1%受訪者認為公民黨需要對司法覆核的後果負責，72.7%受訪者贊成政府在上訴失敗後尋求人大釋法。
2011年10月23日，工聯會發起遊行反對外傭居港權，主辦者稱有1500人參加。同日民間人權陣線等團體舉辦燭光晚會，支持外傭享有居港權，反對人大釋法，有超過200名外傭參加。
2011年10月28日，工聯會舉行「捍衛本地工人就業申訴大會」，反對外傭居港權，擔心外傭及其家屬取得居港權後會搶去本地工人在其它行業的職位。
2011年1月至8月間，入境事務處接獲的外傭居港權申請個案為每月平均1宗，在9月判決後的3個月內，大幅升至每月平均200多宗。

## 上訴庭判決
2012年3月28日，上訴庭3名法官一致裁定《入境條例》沒有違反《基本法》，判決政府上訴得直。

## 四大關卡論
公民黨黨魁梁家傑在2011年8月13日稱現行的《入境條例》已設有審核居港權申請人的「四大關卡」，可以排除外傭取得永久居港權。
所謂的「四大關卡」，指《入境條例》附表1規定入境事務處可要求非中國籍的永久居港權申請人提供以下四項資料：
- 他是否在香港有慣常住所；
- 其家庭的主要成員（配偶及未成年子女）是否在香港；
- 他是否有合理的收入，以維持他自己及家人的生活；
- 他是否已按照法律繳稅。[66]

梁家傑認為即使外傭在司法覆核勝訴，絕大多數外傭也會因為不符合該四個條件而不會獲得永久居港權。梁家傑在一封公開信中指《入境條例》附表條件「包括有否在港納稅、有否在港持有物業、家庭成員是否在港等等」。自由黨主席劉健儀認為梁家傑所說的「四大關卡」與《入境條例》附表原文不符，批評梁家傑「偷換概念，指鹿為馬」及誤導市民。香港《文匯報》有評論批評梁家傑「故意以假資訊來誤導市民，令市民誤以為影響不大而掉以輕心，甚至原諒公民黨的賣港惡行」。
2011年9月30日的法院判詞指出，雖然《入境條例》規定居港權申請人在申請時需要提供其主要家人是否在香港、申請人是否有足夠收入維持生活等資料，然而《入境條例》該段條文需以終審法院先前對《基本法》第24(2)(4)條的詮釋解讀，因此即使居港權申請人的家人不在香港，或是該申請人沒有足夠收入維持生活，也不意味其申請必然不成功。
民建聯立法會議員陳鑑林批評公民黨的「外傭申請居港權仍有四大關卡」論是「意圖引開視線、誤導公眾」。

## 立法會討論
民建聯立法會議員黃定光在2011年10月19日的立法會會議上提出不具法律效力的議案，動議「立法會反對外傭享有香港居留權」。
黃定光稱99%的民意反對外傭享有香港居留權。公民黨的梁家傑認為議案是「肆無忌憚的立法機關向司法機關施壓行為」，會破壞香港的司法獨立，「公民黨對此感到十分憤怒和遺憾，亦表示強烈反對」。梁家傑又批評政府在過去數個月與建制派在外傭居留權案上合力演出「自編自導自演的釋法鬧劇」。
謝偉俊認為已有終審法院關於居留權的「四大案例」：吳嘉玲案、莊豐源案、Fateh MUHAMMAD案及Prem SINGH案在前，外傭居港權案按照普通法處理的結果可想而知。他認為「在數害取其輕的情況下」，恐怕「釋法便是最終、最恰當和最佳的解決方法」。
林大輝批評外傭居留權問題「弄得社會滿城風雨、人心惶惶，社會充滿危機」，而市民是非常齊心「一起反對外傭享有居留權」。他指外傭「原本沒有打算在香港定居，因為合約清楚列明，約滿後便必須返回原居地」，可是香港有些政客、政黨做現代的「吳三桂」，為了將來的選票，想辦法幫助外傭搞居留權，「慫恿他們鵲巢鳩占，破壞香港的幸福、利益」，批評公民黨用花言巧語淡化問題。他希望特區政府從速尋求人大釋法。
職工盟的李卓人認為即使容許外傭申請居港權，「也不代表一定可以得到」，因為有「四大關卡」。他批評議案是「無事生非、無中生有、充滿歧視、危言聳聽、製造恐慌」，是為了「透過煽動排外情緒來製造選舉議題」。
民建聯的譚耀宗翻出公民黨的吳靄儀過去在2003年的Prem SINGH案後發表的意見，指她當時表示「對外籍人士申請居港權應該採取一個極為寬鬆的標準」，只要申請人聲稱以香港作為永久居住地就已經足夠，「特區政府無權為《基本法》設下任何限制」。
自由黨的劉健儀批評公民黨一方面支持外傭爭取居港權，另一方面卻認為入境事務處有責任阻止外傭留港，做法是非常矛盾的。
梁美芬認為沒有理由相信「外傭獲批居留權後不會留在香港」的說法，因為「菲律賓較香港落後」，如果外傭有機會，樂於在香港定居並享用香港的福利。
公民起動的何秀蘭認為應該尊重法庭的裁決。她認為「不少社會均想借助外地勞工的勞動力，但卻不願負上責任」，而外傭現時在香港是「以一個很便宜的薪酬提供服務」，他們所受到的待遇，與19世紀末、20世紀初有8萬名中國人被賣豬仔到加拿大興建鐵路，並被加拿大收取人頭稅的往事「不無相似之處」。
街坊工友服務處的梁耀忠認為外傭有居港權將會引致50萬人來香港的說法是「過於誇張」。他認為外傭申請居港權需要向入境事務處「提供充分證據證明他是以香港為永久居住地」，但是「這些要求真的非常嚴格，要成功申請並不容易」。
民協的馮檢基認為「有人藉此製造恐慌」，散播外傭會拖垮香港的言論，「在選舉期間以期打擊對手」。民主黨的何俊仁批評很多發言的議員利用事件攻擊一些訴訟人，「甚至認為他們濫用司法程序，繼而進一步抹黑代表這些訴訟人的律師、大律師，甚至法律援助署」。何俊仁認為「這些做法有如攻擊整個司法制度，藐視法治精神」。何又指有人利用討論事件去攻擊公民黨，認為「這種做法很明顯是有政治動機的」。
最終原議案有24票贊成，2票反對，18票棄權，在分組點票機制下被地方選區議員否決。社民連的梁國雄及人民力量的黃毓民投反對票，其餘列席的泛民主派議員投棄權票。其它修訂案也被否決。

## 2011年香港區議會選舉
在2011年11月6日的區議會選舉中，被外傭居港權爭議困擾的公民黨遭受挫敗，議席從選舉前的12席減至7席，而明確支持外傭爭取居港權的社會民主連線、人民力量及香港職工會聯盟則幾乎全軍覆沒，僅有人民力量可取得1席。職工盟的李卓人在元朗富恩選區敗選後，承認外傭居港權爭議是他敗選原因之一。
反對外傭居港權的民建聯是這次選舉的大贏家，該黨主席譚耀宗認為外傭居港權爭議是取勝的原因之一。

## 律政司请求释法
2012年12月13日，律政司司長袁國強證實，律政司已向終審法院建議就外傭居港權案提請全國人大常委會解釋。他解释，律政司希望藉外傭案件請求終審法院考慮依法《基本法》第158條第3款，向全國人大常委會尋求釋法，澄清人大常委會1999年釋法的法律效力，從而解決外傭及雙非居港權問題。他不認為有關建議會影響司法獨立，亦不認同律政司做法會為法治帶來暴風雨。

## 終審法院判決
2013年3月25日，終審法院5名法官一致駁回外傭的上訴，裁定外傭爭取居港權敗訴。判詞指出，外傭在港居留的性質極具限制性，合約限制他們只能服務指定的僱主，並不得從事其他工作，且外傭來港前已經知悉其目的並非以香港為定居地，因此並不乎合《基本法》第24(2)(4)條的「通常居住」定義的解釋，《入境條例》沒有違憲。同時，法院的判決亦拒絕了政府的提請人大釋法請求。判詞指出，雖然外傭居港權一事，涉及中港關係的事宜可尋求全國人大常委會解釋基本法，但根據《基本法》第158(2)(3)條，法院可自行解釋自治範圍內的法律條款及對《基本法》的其他條款，因此沒有需要提請人大釋法。

## 參看
- 香港居民、香港身份證
- 香港居留權、香港入境權
- 香港居留權爭議

## 外部連結
- 香港高等法院原訟法庭判案書：VALLEJOS EVANGELINE BANAO also known as VALLEJOS EVANGELINE B. v. COMMISSIONER OF REGISTRATION AND ANOTHER (30/09/2011, HCAL124/2010) （页面存档备份，存于）
- 香港高等法院上訴法庭判案書：CACV 204/2011 （页面存档备份，存于）
- 管見集：公民黨如何人為製造外傭居權案？ （页面存档备份，存于）